# Antarktisvalfågel
Antarktisvalfågel (Pachyptila desolata) är en fågel i familjen liror inom ordningen stormfåglar. IUCN kategoriserar arten som livskraftig.

## Utseende
Valfåglar är små, blågrå petreller med svartbandad stjärt och ett mörkt band diagonalt över ovansidan på vingen. Arterna i släktet är synnerligen lika varandra och ofta omöjliga att skilja åt i fält.
Med en vingspann av cirka 65 cm och en vikt av 150 till 160 g är arten en medelstor valfågel. Ovansidan är fläckig gråblå och undersidan har en vitaktig färg. Huvudets topp och framsida är likaså blågrå förutom en svartgrå fläck nedanför varje öronöppning.

## Utbredning och systematik
Antarktisvalfågel delas in i tre underarter:
- Pachyptila desolata desolata – förekommer på Crozetöarna, Kerguelen och Macquarieön.
- Pachyptila desolata altera – förekommer på Aucklandöarna och Heardöarna.
- Pachyptila desolata banksi – förekommer på Scotia Arc, Sydgeorgien, Sydsandwichöarna och Scottön.

Arten behandlas ofta istället som monotypisk, det vill säga att den inte delas in i underarter.

## Ekologi
Individerna hittas ensam, i mindre flockar eller i stora svärm med några tusen medlemmar. Antarktisvalfågel är en av de tre arter från släktet Pachyptila som silar havsvattnet efter föda med hjälp av lameller i näbben. Så fångar arten små kräftdjur och annan zooplankton. Större byten som fiskar och bläckfiskar fångas på vanlig sätt med näbben. Under jakten kan arten dyka till tre meters djup. Jämförd med andra stormfåglar är synen mindre bra utvecklad men luksinnet är utmärkt.
Artens häckningsplatser ligger på öarna som nämns i rubriken utbredning och under historisk tid har bon dokumenterats på det antakriska fastlandet. Boet är antagligen en upp till en meter djup jordhåla eller en större bergsspricka. För att undvika fiender lämnar Antarktisvalfågel boet under natten. Arten jagas bland annat av sydpolslabb och på öar där råttor och tamkatter introducerades kan de äta fågelns ägg.

## Status och hot
Arten har ett stort utbredningsområde och en stor population, men tros minska i antal, dock inte tillräckligt kraftigt för att den ska betraktas som hotad. IUCN kategoriserar därför arten som livskraftig (LC). Den är fortfarande mycket talrik med en uppskattad världspopulation på cirka 50 miljoner individer.